# Звезда (гандбольный клуб)
«Звезда» — российский женский гандбольный клуб из Звенигорода Московской области. «Звезда» — первый и единственный гандбольный коллектив России, которому покорился главный клубный турнир Европы — Лига Чемпионов (2007/08). Обладатель Кубка ЕГФ (2006/07). Чемпион России (2006/07).

## История

### Ранние годы
Клуб был основан в 2004 году по инициативе губернатора Московской области Бориса Громова и мэра Звенигорода Леонида Ставицкого.
Всего один сезон потребовался команде, руководимой сначала Алексеем Молотковым, а затем Виталием Крохиным, для выхода в Суперлигу чемпионата России. В дебютном сезоне в элитном дивизионе (2005/06) «Звезда» завоевала бронзовые медали Чемпионата России.
После завершения чемпионата в «Звезду» был приглашён главный тренер сборной России Евгений Трефилов, работавший до этого в самом титулованном клубе страны — тольяттинской «Ладе». Вместе с ним из Тольятти в Звенигород переехали такие опытные игроки, как Оксана Роменская, Наталья Шипилова, Нигина Саидова, из датских клубов в «Звезду» перебрались разыгрывающая Ирина Полторацкая и полусредняя Анна Кареева.
Сезон-2006/07 стал триумфальным для «Звезды» — команда одержала победы в Чемпионате России сезона 2006/2007.
Также команда победила в розыгрыше Кубка ЕГФ, обыграв датский «Икаст»: уступив в первом матче в гостях со счётом 30:35, в ответном матче российский клуб одержал в Чехове сокрушительную победу 32:22.
В следующем году она не смогла отстоять титул чемпиона России, уступив «Ладе» в упорной финальной серии Чемпионата России, но при этом успешно выступила на евроарене, выиграв Лигу чемпионов.

### Лига чемпионов ЕГФ 2007/2008
Противник по финалу Лиги чемпионов звенигородской команды «Хипо» дважды обыграл на предварительном этапе Лиги чемпионов «Ладу», а уже на основном групповом этапе дважды победил «Звезду». Звенигородский клуб вышел в полуфинал, опередив датский «Виборг» только благодаря лучшей разнице мячей в личных встречах. В полуфинале «Звезда» играла против венгерского клуба «Дьёр», уступив дома в первом полуфинале со счётом 23:25. Перед ответным полуфинальным матчем Евгений Трефилов был госпитализирован: ему пришлось удалять паховую грыжу, и у «Звезды» снижались шансы на выход в финал. Остроты встрече придавал тот факт, что в параллельном полуфинале «Лада» под руководством Алексея Гумянова, выигравшая в первом домашнем матче у «Хипо» со счётом 31:28, проиграла в ответном матче австрийскому клубу со счётом 29:36 при откровенно сомнительных решениях польской бригады арбитров, а тренер «Хипо» Андраш Немет проигнорировал высказывания о предвзятом судействе. В ответном матче против «Дьёра» звенигородской командой руководил Виталий Крохин: несмотря на сомнительное судейство уже со стороны румынской бригады, выразившееся в семи двухминутных удалениях у «Лады» против всего одного подобного у «Дьёра», подопечные Крохина выиграли со счётом 27:21 и вышли в финал. Трефилов вернулся на тренерскую скамью перед финалом чемпионата России: в двух финальных матчах его «Звезда» проиграла «Ладе» со счётом 26:29 и 25:27 соответственно. Отчасти это было связано с тем, что «Звезда» вынуждена была готовиться к финалу Лиги чемпионов, в то время как «Лада» бросила все силы на победу в Суперлиге. Финал Лиги чемпионов состоял из двух матчей — 17 мая в подмосковном Чехове и 24 мая в Нойштадте. Трефилов в течение всего сезона говорил своим подопечным, что ему нужно выиграть Лигу чемпионов ЕГФ; для многих спортсменок финал мог стать единственным шансом выиграть турнир, поскольку часть игроков собиралась завершить карьеру по окончании сезона.
В первом матче «Звезда» победила австриек со счётом 25:24, хотя уступала в самом начале 2:6, а за три с половиной минуты до конца игры вела 25:21. Отчасти именно благодаря игре вратаря Ольги Санько, перешедшей в звенигородский клуб в межсезонье как раз из «Хипо», подопечные Трефилова смогли выиграть первый матч (равно как и всю серию): Санько вышла на паркет вместо Нигины Саидовой как раз при счёте 2:6. Лучшим бомбардиром домашнего матча стала Екатерина Андрюшина, забросившая 8 мячей в ворота австриек. После первого матча Трефилов на пресс-конференции заявил, что ряд игроков «не сыграли» в Чехове и должны показать хорошую игру в ответном матче, намекнув на неубедительную игру капитана команды Ирины Полторацкой. Ответный гостевой матч был намечен на 24 мая, причём организаторы предложили россиянам очень неудобные условия размещения и питания в гостинице. Более того, перед финалом россиянки обнаружили, что австрийцы подвесили под потолок арены трофей Лиги чемпионов, который планировалось спустить вниз после окончания матча, а рядом с раздевалкой «Хипо» нашли золотые майки и золотые мячи. Подобного было достаточно для того, чтобы «взвести» подопечных Трефилова: хотя к перерыву счёт был 15:15, россиянки в итоге вырвали победу со счётом 31:29 и первой из российских команд выиграли Лигу чемпионов ЕГФ. Лучшей в том матче стала Ирина Полторацкая, забросившая 10 мячей, а Трефилов провёл в перерыве важный разговор с командой, который сыграл важную роль в итоговой победе россиянок.

### После евротриумфа
14 сентября 2008 года в Чехове «Звезда» стала победителем ещё одного престижного турнира — клубного чемпионата Европы (Трофея чемпионов). В полуфинале гандболистки из Подмосковья обыграли действующего победителя Кубка ЕГФ волгоградское «Динамо» (23:21), а в финале вновь, как и решающих матчах Лиги чемпионов-2007/08, нанесли поражение австрийскому «Хипо» (28:27). «Звезда» играла в обновлённом составе: завершили карьеру Оксана Роменская, Анна Кареева и Нигина Саидова, команду преследовали травмы ведущих игроков. Следствием стало неудачное выступление в новом розыгрыше Лиги чемпионов — «Звезда» не смогла выйти из группы и попасть в число восьми участников основного этапа турнира.
В 2008—2010 годах подопечные Евгения Трефилова становились серебряными призёрами чемпионатов России, а в сезоне-2010/11 впервые за шесть лет выступлений в Суперлиге остались без медалей. Летом 2011 года на должность главного тренера «Звезды» был приглашён хорватский специалист, олимпийский чемпион Лос-Анджелеса-1984 Здравко Зовко, но привести команду к медалям у него не вышло. В сезоне 2012/2013 команду пополнили игроки сборной России и сильные легионеры. Клуб подал запрос на wild card и снова участвовал в Лиге чемпионов, дойдя до основного этапа. В Чемпионате России, несмотря на сильный состав, «Звезда» не смогла выйти в финал, уступив волгоградскому «Динамо». После этого поражения «Звезда» простилась с хорватским тренерским штабом.
С апреля 2013 года команду возглавляет Александр Ревва, который помог команде в сезоне 2012/2013 завоевать «бронзу». Следующий год, несмотря на уход звездных легионеров, принёс «Звезде» ещё один кубок России, в кубке обладателей кубков звенигородки доходят до финала, но проигрывают «Виборгу» (Дания). Осенью 2014 впервые в истории разыгрывается Суперкубок России, «Звезда» обыгрывает «Динамо-Синару» и навсегда входит в историю, как обладатель первого суперкубка. Сезон 2015/2016 стал самым неудачным в истории команды. Он запомнился чередой травм, в итоге «Звезда» впервые в истории не вышла в полуфинал и осталась без еврокубков. По завершении сезона команду покинул главный тренер Александр Ревва, а также все опытные игроки: Оксана Королёва, Екатерина Маренникова, Ирина Антонова и Яна Ускова.
Новым главным тренером с сезона 2015/2016 стал Алексей Гумянов. При нём «Звезда» снова не добралась до медалей, заняв четвёртое место в Чемпионате России, но оно позволило звенигородкам вернуться в еврокубки, благодаря победе «Ростов-Дона» в кубке ЕГФ.

## Достижения
- Чемпионат России
 Чемпион: 2006/07.
 Серебряный призёр: 2007/08, 2008/09, 2009/10.
 Бронзовый призёр: 2005/06, 2012/13, 2022/23
- Обладатель Кубка России: 2009, 2010, 2011, 2014.
- Бронзовый призёр Кубка России: 2019, 2022.
- Обладатель Кубка ЕГФ: 2006/07.
- Победитель Лиги чемпионов: 2007/08.
- Победитель клубного чемпионата Европы: 2008.
- Обладатель Суперкубка России: 2014.
- Победитель международного турнира «Zvezda Handball Cup»: 2018.
- Серебряный призер международного турнира «Zvezda Handball Cup»: 2019, 2022.

## Состав команды
| №  | Игрок                 | Звание | Год рождения | Амплуа             | Рост, см |
| -- | --------------------- | ------ | ------------ | ------------------ | -------- |
| 3  | Юлия Чернова          | КМС    | 1992         | левая полусредняя  | 179      |
| 4  | Надежда Осипова       | МС     | 1990         | разыгрывающая      | 172      |
| 6  | Юлия Бабенко          | КМС    | 2004         | левая полусредняя  | 179      |
| 8  | Виктория Климанцева   | МС     | 1989         | левая крайняя      | 168      |
| 11 | Марианна Егорова      | МС     | 1997         | левая крайняя      | 171      |
| 12 | Екатерина Кирикиас    | МС     | 1989         | вратарь            | 179      |
| 13 | Лерика Сайфулина      | КМС    | 2005         | линейная           | 174      |
| 18 | София Пензева         | КМС    | 2003         | разыгрывающая      | 163      |
| 23 | Ксения Обуховская     | КМС    | 1998         | линейная           | 192      |
| 27 | Алина Синельникова    | МС     | 2001         | линейная           | 180      |
| 33 | Анна Николаева        | КМС    | 2000         | правая полусредняя | 182      |
| 39 | Станислава Герасимова | КМС    | 2000         | линейная           | 169      |
| 40 | Елизавета Собина      | МС     | 1995         | левая полусредняя  | 185      |
| 48 | Юлия Долгих           | КМС    | 2001         | вратарь            | 179      |
| 53 | Дарья Миленина        | КМС    | 2003         | правая крайняя     | 165      |
| 55 | Наталья Никитина      | МС     | 1996         | разыгрывающая      | 171      |
| 57 | Алина Триобчук        | КМС    | 1999         | правая полусредняя | 176      |
| 63 | Анастасия Церковнюк   | МС     | 1994         | разыгрывающая      | 169      |
| 64 | Серафима Тиханова     | МС     | 1998         | вратарь            | 185      |
| 68 | Анастасия Долгова     | КМС    | 2004         | правая полусредняя | 177      |
| 81 | Ксения Дьяченко       | КМС    | 1994         | левая полусредняя  | 180      |
| 88 | Снежанна Вертушкова   | КМС    | 2003         | левая полусредняя  | 179      |

## Тренерский штаб
Основной состав
- Андрюшина Светлана — и.о. главного тренера
- Андрюшина Светлана — тренер вратарей
- Колотев Александр — тренер по физической подготовке
- Стыкалин Игорь — врач
- Лукасевич Александр — массажист
- Кавешников Николай — начальник команды
- Нефедович Александр — администратор

## Известные игроки
- Екатерина Андрюшина (ЗМС)
- Елена Дмитриева (ЗМС)
- Анна Кареева (ЗМС)
- Оксана Королёва (ЗМС)
- Ирина Полторацкая (ЗМС)
- Елена Полёнова (ЗМС)
- Людмила Постнова (ЗМС)
- Оксана Роменская (ЗМС)
- Мария Сидорова (ЗМС)
- Инна Суслина (ЗМС)
- Яна Ускова (ЗМС)
- Наталья Шипилова (ЗМС)
- Александра Лакрабер

## Трансферы (сезон 2019/2020)

### Пришли
- Антонова Ирина из «Астраханочка»
- Дьяченко Ксения из «АГУ-Адыиф»
- Дворцевая Алиса из «АГУ-Адыиф»
- Самойленко Лада из «ЦСКА»

### Ушли
- Аношкина Эвелина в «Астраханочка»
- Илларионова Анастасия в «ЦСКА»
- Смоляная Анастасия в «Луч»
- Чинахова Ксения свободный агент
- Каплина Полина в «ЦСКА»

## Главные тренеры
- 2004—2005 —  Молотков, Алексей Владимирович
- 2005—2006 —  Крохин, Виталий Павлович
- 2006—2011 —  Трефилов, Евгений Васильевич
- 2011—2013 —  Зовко, Здравко[хорв.]
- 2013—2016 —  Ревва, Александр Владимирович
- 2016—2023 —  Гумянов, Алексей Николаевич
- 2023—2024 —  Серёгин, Михаил Алексеевич
- 2024 —  Андрюшина, Светлана Владимировна (и. о.)
- 2024—н. в. —  Акопян, Ольга Сергеевна

## Расписание домашних игр Суперлига Париматч 2022/2023
- 18.12.22 в 17.00 «Звезда» — «Астраханочка»
- 20.12.22 в 19.00 «Звезда» — «Динамо-Синара»
- 09.01.23 в 17.00 «Звезда» — «Луч»
- 23.01.23 в 17.00 «Звезда» — «Кубань»
- 25.01.23 в 17.00 «Звезда» — «АГУ-Адыиф»

## Домашняя арена
Гандбольный клуб «Звезда» проводит свои домашние игры в спортивном комплексе «Звезда», который расположен в г. Звенигород. Спортивный комплекс вмещает 1000 человек и располагает бассейном для взрослых и детей, тренажёрным залом. На территории комплекса имеется стоянка для транспорта.

## Болельщики
С 7 ноября 2018 года организованной поддержкой команды на арене занимается фан-движение «Легион-Z».

## Комментаторы
Домашние матчи команды комментируют Елена Дмитриева и Юрий Демчук..